# GUN Records
Great Unlimited Noises (более известен как GUN Records) — немецкий лейбл звукозаписи, основанный в 1992 году и располагавшийся в г. Бохум (Северный Рейн-Вестфалия).
Известность приобрёл благодаря множеству выпущенных синглов и альбомов, занявших верхние строчки музыкальных чартов Европы, а также изданием альбомов таких «легенд» германского металла, как Grave Digger, Kreator, Rage, Running Wild, Sodom и U.D.O.

## История
Лейбл основали в 1992 году Богдан Копек (владелец DRAKKAR Promotion) и Вольфганг Функ. В том же году вышли первые собственные релизы — альбомы групп Depressive Age, Monkeys With Tools, Sun и Erotic Jesus, которые в целом прошли незамеченными. Но вскоре фирма смогла обратить на себя внимание, подписав контракт с возрождённым Grave Digger, который длился до конца 1990-х и результатом плодотворного сотрудничества стало 5 полноформатных альбомов. Затем последовали соглашения с Kreator, Rage и Running Wild, у которых к тому времени истёк срок контракта с Noise Records, а также Forbidden, Sodom и UDO.
В августе 2002 года лейбл отметил своё десятилетие проведением крупного шоу Open Air Birthday Party. В 2000-е коммерчески очень удачной была работа с группами Within Temptation и Bullet for My Valentine.
В декабре 2008 года Вольфганг Функ покинул пост президента. В 2009 году было объявлено о закрытии Gun Records (лейбл официально прекратил своё существование 13 февраля 2009 года). Действующие на тот момент контракты с группами были переданы немецким подразделениям Sony Music: подразделение в Мюнхене продолжило работу с зарубежными, а подразделение в Берлине — с немецкими артистами.

## Supersonic Records
Подразделение лейбла, известное как Supersonic Records, основано в 1997 году. Сотрудничало с такими группами, как Guano Apes, Oomph!, HIM, Clawfinger, L'Âme Immortelle. Прекратило существование в 2005 году, когда владелец GUN Records — компания BMG — объединилась с Sony Music. Все контрактные соглашения при этом перешли к Gun Records.

## Исполнители
| - All Ends - Apocalyptica - Apoptygma Berzerk - Bullet for My Valentine - Dark - Die Happy - Donots - Eagles of Death Metal - Exilia - Flyleaf - L'Ame Immortelle - Guano Apes - Lordi - Lovex | - Oomph! - Sturm und Drang - Van Canto - Within Temptation - Blackeyed Blonde - Depressive Age - Doctor Butcher - Eloy - Grave Digger - HIM - House of Spirits - Krisiun - Kreator - Mind Odyssey | - Monkeys With Tools - Paradise Lost - Rage - Richtofen - Running Wild - Secret Discovery - SITD - Sodom - Sun - Three Days Grace - Thunderhead - Tom Angelripper - U.D.O. |